# Графство Вюртемберг
Графство Вюртемберг (нім. Grafschaft Württemberg) — гетерогено-структуроване територіальне державне утворення у складі Священної Римської імперії, під управлінням однойменної родини Вюртембергів. 
Графство, яке стало зростало із невеликих маєтків, існувало з XII століття і було найбільшим графством в імперії, коли воно було піднесено до герцогства в 1495 році. 
Лише після договору про неподільність графства від 3 грудня 1361 року назва графство Вюртемберг вперше з’явилася в документі, що зберігся. 
У 1442-82 рр. графство було поділено на дві лінії Вюртемберг-Штутгарт і Вюртемберг-Урах. 
Герцогство Вюртемберг виникло із возз'єднаного графства в 1495 році.

## Географія
У XV столітті межі графства Вюртемберг наблизилися до меж пізнішого герцогства Вюртемберг, за винятком монастирських територій, придбаних лише під час Реформації в XVI столітті, над якими Вюртемберг мав права бейліка. 
Таким чином, світські території вже в XV столітті в основному відповідали тому, що з XIX століття розуміли як Старий Вюртемберг 
Детальніше графство Вюртемберг близько 1420 року складалося з таких міст і областей:
Як імперський феод:
- центральна територія графства Вюртемберг навколо Штутгарта з родовим замком Віртемберг[de], на заході до Леонберга та на сході через Каннштат до Ремсталя з Вайблінгеном і Шорндорфом
- графство Урах[de] з містами Мюнзінген, Урах і Віттлінген (з 1265 р.)
- графство Асперг[de] (з 1308 р.)
- графство Айхельберг[de] з містом Вайльгайм-ан-дер-Тек і бейлівіком Єзинген[de] (приблизно з 1334 р.)
- місто Маркгренінген, підленне за Райксштурмфане[de] ( з 1336 р.)
- графство Файгінген[de] з містом Файгінген-ан-дер-Енц і округами Горргайм[de], Гогенгаслах[de] і Оберріксінген (з 1339 р.)
- Пфальц-Тюбінген[de] з містами Беблінген, Герренберг, Зіндельфінген і Тюбінген, а також Шенбухський ліс (з 1342 р.)
- Нагольдгау[de] з містами Нагольд і Гайтербах (з 1363 р.)
- графство Кальв[de] з містами Кальв, Вільдбад і Завельштайн (з 1364 р.)
- герцогство Текк[de] з містами і замками Кірхгайм-унтер-Тек, Гутенберг, Гагненкамм[de] і Віландштайн[de] (з 1386 р.)
- графство Нойффен[de]
- Амт Вальдгаузен[de] (з 1250 р.)
- Амт Розенфельд[de] (з 1317 р.)
- Амт Магенгайм[de] з містом Браккенгайм (з 1321 р.)
- Амт Урслінген[de] (з 1327 р.)
- графство Горбург і лордство Райгенвеєр в Ельзасі (з 1324 р.)
- Амт Шальксбург[de] (з 1403 р.)
- Замок Шпонекк[de] на Рейні біля Брайзаха

Крім того, митні права навколо Геппінгену належали дому Вюртемберг.
Будучи ленами Богемської корони, Вюртемберзький дім володів:
- Замок Гогенбайльштайн[de] і місто Байльштайн (приблизно з 1340 р., як богемське володіння з 1361 р.)
- Замок Ноєнбюрг[de] і місто Ноєнбюрг (приблизно з 1320 р.)
- Замок Ліхтенберг і місто Гроссботтвар (з 1357 р.)

Будучи леном єпископства Бамберга, Вюртемберзький дім володів:
- Дорнштеттен (з 1320 р.)

У 1420 році дім Вюртемберг володів алодіальною власністю, тобто безкоштовною власністю або заставою, в таких замках і містах: Ахальм, Бакнанг (близько 1300), Балінген (з 1403), Бітіггайм, Більштайн, Біттенфельд, Бланкенгорн, Бланкенштайн, Дорнган, Еберсберг, Ебінген, Фауцбург, Геппінген, Гретцинген, Гроссгартах, Гюглінген, Гоенек, Гогенштауфен, Гундерзінген, Кляйнгартах, Лауффен-на-Неккарі (з 1361), Лаутербург, Леофельс, Ліхтенштейн, Марбах-на-Неккарі, Нюртінген, Оберндорф (1416–1462, як застава), Рехтенштайн (половина), Райхенберг, Розенштайн, Шальксбург, Шильтах, Шюльцбург, Штерненфельс, Тутлінген, Верінген, Вальденбух, Вальденштайн, Вассенекк і Вінненден.

Графство Зігмарінген з однойменним містом і фортецею, а також половина володіння і міста Горнберг також належали на той час до Вюртембергу. 

Ця дуже неоднорідна територія, яка існувала в XV столітті, була розділена на лінії Вюртемберг-Штутгарт і Вюртемберг-Урах в 1441/42 рр.
Графство Монбельяр не було частиною території графства Вюртемберг та завжди залишалося незалежною територією, іноді в особистій унії з Вюртембергом, іноді як територія другого покоління.

## Історія

### Ранні лорди та графи Вюртембергу
Графство, що виникло з володіння Бойтельсбах в долині Ремс, мало столицю у центральній області Неккар. 
Графи Вюртемберзькі кілька разів з'являлися в записах за часів Штауферів в оточенні герцогів Швабських, хоча через погані записи мало відомо про історію дому та графства Вюртемберг перші два століття до занепаду Штауферів.
На початку історії Конрад фон Бойтельсбах, який, ймовірно, походив із побічної гілки Салічної династії, але був на боці Папи Римського в суперечці про інвеституру. 
Він переніс свою резиденцію з Бойтельсбаха до замку Віртемберг, який був побудований приблизно в 1083 році відповідно до збереженого каменю освячення замкової каплиці і дав назву як будинку, так і країні. 
Матір'ю-засновницею графського роду вважається Лютгарт фон Бойтельсбах, сестра першого графа Вюртембергу. 
Її син Конрад II прийняв правління від свого дядька. 
Згідно з документами, в середині XII століття два брати Людвіг I і Еміхо Вюртемберзькі з'явилися при дворах династії Гогенштауфенів. 
У другій половині XII століття є свідчення про графа Людвіга II Вюртемберзького, наступниками якого були два брати Людвіг III і Гартман I Вюртемберзький. 
У той час інтерес дому Вюртемберг у придбанні власності, ймовірно, перемістився більше в бік Верхньої Швабії, оскільки середній регіон Неккару був заблокований доменом Штауферів. 
У XII столітті виникли дві основні лінії: власне графи Вюртемберзькі та графи Грюнінген-Ландау. 
У середині XIII століття обидві лінії стали противниками династії Гогенштауфенів, через те що вони нехтували майновими та спадковими претензіями швабських графів. 
У битві при Франкфурті 5 серпня 1246 року два графи Ульріх Вюртемберзький і Гартманн Грюнінгенський змінили сторони, відкликавши з поля бою близько двох третин армії Гогенштауфенів під командуванням короля Конрада IV з 2000 лицарів і лучників і таким чином допомогли перемогти антикоролю Генріху Распе IV, який був на боці папи Іннокентія IV, який хотів покласти край правлінню Гогенштауфенів.

### Граф Ульріх Засновник († 1265)
Граф Ульріх Засновник отримав хабар за допомогу в усуненні від влади імператора Фрідріха II, оголошеним Папою в 1245 році. 
У разі зради Гогенштауфенів йому, крім хабара, обіцяли значні частки герцогства Швабії. 
Попри те, що очікування врешті-решт не повністю виправдалися, графу Ульріху вдалося під час Міжцарів’я захистити пізніші основні райони графства Вюртемберг на середньому Неккарі та в нижньому Ремсталі від колишньої власності Штауферів чи імперського двору. 
Він придбав міста Леонберг, Вайблінген і Шорндорф, а також права бейлівіку на навколишні монастирі, такі як Лорх і Денкендорф. 
Шлюб з Мехтильдою Баденською в 1251 році призвів до подальшої революційного територіального об'єднання. 
Баденський дім поступився графу Ульріху володіннями Бадену в центральному регіоні Неккар, тому пізніша столиця держави — Штутгарт, також перейшла від Бадена до Вюртембергу. 
Під час свого правління граф Ульріх також убезпечив території графів Ахальма та Ураха. 
За його правління приєднані міста Мюнзінген, Пфуллінген і Нюртінген. 
У 1259 році графа Ульріх I призначено маршалом імперії над всією Швабією. 

### Граф Ульріх II († 1279)
Оскільки син графа Ульріха I Ульріх II був ще неповнолітнім, коли він помер в 1265 році, його двоюрідний брат Гартман фон Грюнінген спочатку взяв на себе опіку. 
Приблизно в 1269 році граф Ульріх II досяг повноліття і припинив курс ревіндикації (повернення втраченої імперської власності) короля Рудольфа I, яку започаткував опікун Ульріха. 
Але вже в 1279 році граф Ульріх II помер у віці 25 років, не залишивши нащадків, тому його наступником став його 14-річний зведений брат Ебергард.

### Граф Ебергард I († 1325)
У другій половині XIII століття та у XIV столітті графство Вюртемберг зазнавало стабільного процесу зростання, який, оглядаючись назад, ні в якому разі не можна сприймати як належне. 
Зрештою, це було значною мірою завдяки випадковості, що в наступних конфліктах з королями їх смерть сталася вчасно, а їхні наступники не продовжили конфлікт, таким чином врятувавши дім Вюртемберг від загрози позбавлення влади. 

Граф Ебергард I, який залишився сиротою немовлям і взяв на себе повну відповідальність у молодому віці, правив успадкованим графством 46 років, борючись із постійними чварами, щоб зберегти свою спадщину, перш ніж помер у віці 60 років.
За його довге правління, Священною Римською імперією один за одним правили п’ять королів і один антикороль, причому двоє з них загрожували його існуванню, і лише своєчасна смерть відповідного короля врятувала країну від остаточного знищення.
Перший конфлікт, який загрожував його існуванню, виник за короля Рудольфа I, який хотів повернути володіння, які імперія та герцогство Швабія втратили після падіння династії Гогенштауфенів. 
У 1286 році королівська армія обложила Штутгарт на кілька тижнів. 
Наступного року королівська армія також спустошила всю територію навколо Штутгарта. 
Тимчасовий компроміс із королем в 1287 році та його смерть в 1291 році врятували графа Ебергарда I.
Той факт, що в 1292 році правитель з дому Габсбургів, з яким Вюртемберг конкурував у Швабії, знову не прийшов до влади, а Адольфа Нассауський обрано новим королем, що сприяло графу Ебергарду I на той час. 
Однак в 1298 році граф Ебергард I зазнав рішучої політики нового короля, що змушений відстоювати імперські інтереси також у Швабії, укласти угоду з домом Габсбургів у суперечці за трон, що назрівала, і підтримати його. 

На знак вдячності граф Ебергард I отримав в 1298 році бейлівік Нижньої Швабії від нового короля Альбрехта I. 
Це сприяло подальшому піднесенню графів Вюртемберзьких до володіння територією, які тепер неодноразово отримували імперські вогтеї Нижньої Швабії до 1378 року з деякими перервами. 

Завданням імперських ландфогтів у Швабії було фактично повернення та управління майном королів і герцогів Швабії, яке було втрачено з падінням династії Гогенштауфенів. 
Однак це не було в інтересах ані Вюртемберзького дому, ані всієї швабської знаті, і тому наштовхнулося на їх опір.
Граф Ебергард I збільшив свою територію майже вдвічі. 
Міста, придбані в той час: Бакнанг і Кальв (1308). 
У 1310 році швабські імперські міста відчули велику загрозу з боку Вюртембергу. 
Тому король Генріх VII оголосив війну Імперії, яка знову призвела до великих руйнувань. 
Через захоплення імперським містом Есслінген монастиря і місця поховання Вюртембергів у Бойтельсбаху ця первісна резиденція втратила своє значення в 1311 році. 
Місце поховання було передано колегіальній церкві в Штутгарті, а місто зі Старим замком було зведено до єдиної резиденції.
Після подвійних королівських виборів в 1314 році з двома конкуруючими королями Людовиком і Фрідріхом на імперському рівні Вюртемберг опинився в ситуації, коли він більше не був у центрі уваги великої політики. 
В останні роки життя граф Ебергард I скористався цими комфортними обставинами, щоб компенсувати територіальні невдачі, яких він зазнав, і навіть здобути додаткові території. 
Таким чином, були додані міста та замки Геппінген (1319), Гогенштауфен (1319), Дорнштеттен (1320), Нойфен, Розенфельд, Ноєнбург, а також Глемсгау з Гогенаспергом. 

### Граф Ульріх III († 1344)
Оскільки імператор Людвіг IV Баварський, який переміг у конфлікті з королем Фрідріхом Прекрасним, не мав внутрішньої влади в Швабії, граф Ульріх III Вюртемберзький також не вступав у подальші конфлікти з імперською владою. 
Таким чином граф Ульріх III майже без проблемно розширював свою територію. 
У 1330 році граф здобув від імператора посаду довічного губернатора в Нижній Швабії, а також тимчасового в Ельзасі. Через шлюб з дочкою ельзаського графа Софі фон Пфірт виникли інтереси Вюртембергу до Ельзасу, що вже призвело до придбання графства Горбург і міста і володіння Райхенваєр в 1324 році. 
Однак очікування Вюртембергу успадкувати подальші території в Ельзасі не виправдалися, оскільки племінниця Софі Йоганна фон Пфірт успадкувала всі ельзаські території дому Пфіртів, які таким чином відійшли до дому Габсбургів.
У 1336 році Вюртемберг здобув Райхсштурмфане разом із феодальним володінням міста Маркгренінген. 
Пізніше через придбання графських міст Файгінген-ан-дер-Енц (1339 р) та Тюбінген (1342 р.), які до того часу були резиденцією графів Вайгінген і пфальцграфів Тюбінгенів, графство Вюртемберг змогло ще більше розширитися. 
У 1343 році також придбано Імператорський Шенбухський ліс. 
Подальші територіальні здобутки містили половину володіння Тек з Кірхгаймом, Вінненденом, графством Айхельберг і Грецинген. 

### Граф Ебергард II Грейнерський († 1392) та граф Ульріх IV († 1362)
Через багато факторів графство Вюртемберг значно розрослося в XIV столітті до того, що з XIX століття було відомо як Старий Вюртемберг. 
Проте більшість територіальних здобутків було досягнуто не шляхом завоювань, а завдяки розумній шлюбній політиці та ощадливості. 
На прибутки від власних володінь вюртемберзькі щороку купували замок, місто чи село. 
Графство Вюртемберг вигравало від поділу землі в навколишніх графствах між їхніми синами, які мали право на спадщину, та їх поганого управління, що дозволило Вюртембергу купити їхні території. 

Для Вюртембергу також було вигідно те, що він зміг уникнути поділу власних земель у XIV столітті. 
У кожному поколінні був або лише один наступник, або лише один сильний правитель зрештою переважав над іншими братами і сестрами. 
Це також було у випадку з братами Ебергардом II та Ульріхом IV, які спочатку разом правили графством в 1344-62 рр. 
Молодший граф Ульріх IV, однак, повністю був у тіні свого старшого брата Ебергарда II. 
Проте в 1344 році вони обидва були призначені судовими приставами імператора в Нижній Швабії. 
Тоді обидва графи підтримали пізнішого імператора Карла IV у його боротьбі проти короля Гюнтера Шварцбурзького. 
Тому Карл IV затвердив графів Вюртембергу як губернаторів Нижньої Швабії, тим самим підкреслюючи що вюртемберзці є провідною силою на середньому Неккарі.
У 1349 році в південній Німеччині вперше вирувала епідемія чуми в дуже великих масштабах, яка вразила всю Європу. 
Чума також вразила населення в районах Вюртембергу і значно знищила їх, особливо в королівському місті Штутгарт та в інших містах округу. 
Шок, викликаний чумою, також призвів до переслідувань євреїв. 

Обидва графи Вюртембергу намагалися підтримати вціліле населення в країні та відновити втрачену економічну могутність. 
Перші збережені списки жителів (urbares) з податковими та майновими книгами були створені з 1350 року. 

У 1359 році виникли суперечки з імперськими містами, оскільки вони відчували загрозу через союз між графами Вюртембергу та герцогом Рудольфом IV Австрійським. 
Коли імператор Карл IV оголосив війну Імперії, обидва графи підкорилися імперській владі та відмовилися від союзу з Австрією.
Граф Ебергард II нарешті змусив бездітного графа Ульріха IV підписати угоду про неподільність графства Вюртемберг в 1361 році, так що Ульріх пішов у відставку наступного року і залишив усе правління своєму братові Ебергарду II.
Графство Вюртемберг зафіксувало подальші значні здобутки, такі як місто Беблінген (1357), а в 1381 році друга половина Кірхгайму від герцогів Теків
.
1367 рік увійшов до Вюртемберзьких літописів через напад на графа Ебергарда II Грейнера у Вільдбаді баронів-розбійників Мартінсвегелів на чолі з графом Вольфом фон Еберштайном. 
Ця подія пов'язана з легендарною втечею графа Ебергарда II з його сином Ульріхом у Завельштайн.
Консолідація його влади призвела до подальших конфліктів графа Ебергарда II з імперськими містами, які об’єдналися в Швабську лігу міст в 1376 році, оскільки імператор Карл IV хотів віддати в заставу привілеї вільних імперських міст імперським князям через брак грошей. 
У битві при Ройтлінгені 1377 року син Ебергарда Ульріх зазнав важкої поразки в конфлікті з імперським містом Ройтлінген. 
Ебергард II намагався виступити посередником серед знаті, яка була об'єднана в лицарські союзи і також конфліктувала з імперськими містами. 
Однак зрештою все йшло до великого конфлікту. 
У битві при Дефінгену в 1388 році Ебергард Грейнер переміг міську лігу і таким чином вийшов із конфлікту зміцненим як суверен, але втратив свого сина Ульріха, який загинув у битві. 
У 1388 році графство Вюртемберг нарешті було створено як князівська територіальна держава після понад 100 років конфліктів з королями та імперськими містами, деякі з яких загрожували його існуванню. 

### Ебергард III († 1417) і граф Ебергард IV († 1419)
Правління графа Ебергарда III характеризувався союзницькою політикою з сусідніми князівськими домами та імперськими містами. 
Важливим успіхом була перемога над дворянським союзом Шлеглерів в 1395 році, який інакше знову загрожував би миру в Швабії, що існував з 1388 року. 
У 1403 році граф здобув володіння Шальксбург з Балінгеном і Онстметтінгеном, а також рештою Бітігайму.
Граф Ебергард III в 1405 році приєднався до Марбахської ліги, яка виступала проти внутрішньої та територіальної політики короля Руперхта.
Найважливішим придбанням на початку XV століття було графство Монбельяр на краю швейцарської Юри, яке вже було започатковано заручинами графа Ебергарда IV з Генрієттою фон Монбельяр в 1397 році. 
Шлюб було укладено не пізніше 1407 року, і з тих пір графство Монбельяр належить дому Вюртемберг. 
З 1409 року граф Ебергард IV правив з Генрієттою в Монбельярі, проте переїхав до Штутгарта в 1417 році, коли Ебергард III помер. 
Король Сигізмунд підтвердив юрисдикцію графства Вюртемберг над усіма його територіями та офіційно звільнив його від юрисдикції іноземних судів, таких як апеляційний суд у Ротвайлі. 
Правління графа Ебергарда IV тривало лише два роки до його смерті, залишивши двох синів, Людвіга I († 1450) та Ульріха V († 1480), віком семи та шести років відповідно.

### Вюртемберг в 1420-30-х рр.
У 1419-21 рр. графство Вюртемберг перебувало під регентством графині Генрієтти та її радників. 
З 1421 року радники продовжували регентство незалежно, оскільки Генрієтта перебралась з Вюртембергу до своєї резиденції в Нюртінгені та більше приділяла увагу на управління графством Монбельяр. 
Під час облоги та руйнування замку Гогенцоллерн в 1422/23 рр. Вюртемберг був на боці імперських міст. 
У 1426 році граф Людвіг I був оголошений повнолітнім у віці чотирнадцяти років і спочатку правив графством Вюртемберг одноосібно. 
Він продовжував політику миру і приєднався до знатного Товариства Щита Святого Георгія. 

З 1433 року його молодший брат Ульріх V приєднався до управління державою, почалося восьмирічне подвійне правління, яке закінчилося Нюртінгенським договором 25 січня 1442 року. 
Поділ країни, якого завжди уникали в історії піднесення графства Вюртемберг, тепер стався вперше на необмежений термін, попри договір про неподільність графства від 1361 року.

### Лінія Вюртемберг-Урах
Коли земля була розділена в 1442 році, старший граф Людвіг I отримав південну та західну половину країни з містами Урах, Тюбінген, Герренберг, Леонберг і Кальв, а також інші навколишні частини Швабського Альбу, Шварцвальд і долину Енц, а також ельзаські території навколо Горбурга та Райхенваєра, а також, за жеребом після смерті його матері Генрієтти в 1444 році, графство Монбельяр в особистій унії. 
Граф Людвіг I обрав своєю резиденцією замок Урах.
Панування лінії Ураха можна розділити на п'ять послідовних періодів. 
Перший період 1442-50 рр. стосується решти життя графа Людвіга I († 1450), під час якого він продовжував свою політику невтручання у міжусобиці аж до своєї ранньої смерті, спричиненої чумою. 
Він знайшов місце свого останнього спочинку в картузіанському монастирі Гютерштайн, перш ніж його труну було передано до колегіальної церкви в Тюбінгені в 1554 році.
Після смерті графа Людвіга I опікунська рада керувала регентством в 1450-53 рік рр. з братом померлого, графом Ульріхом V Вюртемберг-Штутгартським. 
У 1453 році граф Людвіг II Вюртемберг-Урахський був оголошений повнолітнім. 
Однак його правління графом в Ураху було недовгим, оскільки граф, який усе життя страждав від хвороб, помер в 1457 році у віці 17 років.
У 1457-59 рр. знову знадобилося регентство над Урахом, другий період Урахської опіки. 
У цьому контексті маєток Вюртемберг вперше задокументовано. 
Перші парламенти землі Вюртемберг задокументовано в 1457 році. 
Згідно з невизначеною усною традицією, у листопаді 1457 року представники міст регіону Урах зібралися в корчмі Шварцер-Адлер у Леонберзі, щоб вирішити суперечку графа Ульріха з курфюрстом Фрідріхом щодо питання опіки над племінником Ульріха Ебергардом Вюртемберг-Урахським. 
У цьому питанні Урахська область вирішила на користь опіки графа Ульріха V Вюртемберзько-Штутгартського. 
Крім того, до нової опікунської ради увійшли представники області, щоб мати можливість безпосередньо впливати на політичні рішення в Ураху.
Коли граф Ебергард I досяг повноліття в 1459 році, він зумів продовжити розширення правління та резиденції в Урахі в дусі свого померлого батька і своєю розумною політикою заклав основи для возз’єднання Вюртембергу. 
При цьому він також значною мірою спирався на стани парламенту, які також були зацікавлені в єдності країни.
Найважливіший вчинок графа Ебергарда I, заснування Тюбінгенського університету в 1477 році, відбувся в той час, коли країна була ще розділена, але завдяки добрій волі та підтримці мудрої матері графа Ебергарда Матильди Пфальцької.

### Лінія Вюртемберг-Штутгарт
Коли графство було розділено в 1442 році , молодший брат графа Людвіга I Ульріх V отримав північно-східну частину з містами Штутгарт, Каннштатт, Вайблінген і Шорндорф у Ремсталі, а також Нойффен, Нюртінген, Кіргайм-унтер-Тек, Марбах і Гроссботвар уздовж середньої долини Неккар. 
Крім того, йому також належало володіння Шальксбург з Балінгеном і Ебінгеном далеко від північно-східної основної частини. 
На відміну від свого брата Людвіга, якого він пережив на 30 років, Ульріх V став учасником численних чвар. 
Під час міської війни 1449/50 рр. він підтримував справу Альбрехта Ахілла. 
У питанні про опіку над своїми племінниками в області Урах Ульріх V вступив у суперечку з могутнім курфюрстом Фрідріхом I Пфальцьким. 
Курфюрст Фрідріх I також вважав, що він має право на опіку, оскільки був її дядьком по материнській лінії.
Під час Баденсько-Пфальцької війни граф Ульріх V Вюртемберзько-Штутгартський був прихильником імператора Фрідріха III, прямого військового супротивника курфюрства Пфальц. 
Його поразка і полон у битві при Зекенгаймі були катастрофою, тому що за його звільнення потрібен був викуп у 100 000 гульденів. 

Граф Ульріх V не отримав жодної компенсації від імператора. 

Це залишило графство Вюртемберг-Штутгарт значно ослабленим, а його політичні можливості діяти були дуже обмеженими.

### Возз'єднання Вюртембергу під проводом графа Ебергарда I († 1496)
Після возз'єднання двох частин Вюртембергу в 1482 році за Мюнзінгенським договором граф Ебергард I продовжив своє успішне правління в області Урах у Штутгарті для всього Вюртембергу. 
Однак університет у Тюбінгені, який був нещодавно побудований в регіоні Урах, не був переведений до Штутгарта в ході возз’єднання, оскільки в іншому випадку довелося б залишити будівлі та об’єкти в Тюбінгені, які були побудовані на той час. 
Щоб підтримати мир, граф Ебергард I приєднався до новоствореної Швабської ліги в 1488 році. 
У 1492 році граф Ебергард I заснував монастир Св. Петра в Айнзіделі. 
У тому ж році граф Ебергард I уклав Есслінгенський договір зі своїм наступником, який передбачав, що його двоюрідний брат і наступник, якого вважали непридатним, не мають здійснювати одноосібне правління, а можуть правити лише разом з ландгофмейстером і дванадцятьма радниками. 
Найбільшим політичним тріумфом Ебергарда I було його підвищення до герцога Вюртемберзького на сеймі у Вормсі (1495).